# Chris Hondros
Chris Hondros (ur. 14 marca 1970 w Nowym Jorku, zm. 20 kwietnia 2011 w Misracie) – amerykański fotograf, nominowany do Nagrody Pulitzera.
Urodził się 14 marca 1970 roku w Nowym Jorku jako dziecko imigrantów z Grecji i Niemiec. Od lat 90. XX wieku był obecny przy większości konfliktów zbrojnych na świecie, w tym w Kosowie, Angoli, Sierra Leone, Afganistanie, Kaszmirze, Zachodnim Brzegu, Iraku i Libierii. Zginął w oblężonej Misracie 20 kwietnia 2011 roku.
Nagrody:
2003
- World Press Photo[1]
- Overseas Press Club[2]

2004
- Pulitzer Prize for Breaking News Photography (nominacja)[3]
- Pictures of the Year International Competition, Missouri School of Journalism (3. miejsce)[4]

2005
- World Press Photo, Amsterdam (2. miejsce)[5]

2006
- Overseas Press Club (Robert Capa Gold Medal)[6]

2008
- National Magazine Awards (nominacja)[7]